# Brandenburg Ádám
Brandenburg Ádám (Budapest, 1991. május 22. –) Artisjus-díjas magyar zeneszerző, egyetemi tanár.

## Tanulmányai
Brandenburg Ádám Budapesten nőtt fel, tanulmányait a fővárosban végezte. A Lónyay utcai Református Gimnáziumban érettségizett, majd ezt követően a Bartók Béla Zeneművészeti és Hangszerészképző Gyakorló Szakgimnázium érettségi utáni szakképzésében tanult két évig zeneszerzést Huszár Lajos és Csemiczky Miklós vezetésével. Később a Liszt Ferenc Zeneművészeti Egyetem alkalmazott zeneszerzés szakán (2015) és zeneszerzés szakán (2017) szerzett kitüntetéses diplomát Fekete Gyula, Tallér Zsófia és Varga Judit növendékeként.
2017 óta oktat a Színház- és Filmművészeti Egyetemen. Kiemelt kutatási területe a magyar filmzeneszerzők közül Farkas Ferenc, Ránki György, Szőllősy András és Petrovics Emil életműve. 2023 júliusában védte meg "A XX. század közepének meghatározó magyar filmzeneszerzői és kompozíciós metodikájuk" című doktori értekezését és nyerte el a PhD tudományos fokozatot a színházművészet tudományágban.

## Életpályája
Brandenburg 2014 óta óraadó tanár a Színház- és Filmművészeti Egyetemen, ahol alkalmazott zeneszerzést, szolfézst, zeneelméletet, zeneirodalmat és filmzene-analízist oktat. Alkotói repertoárja sokszínű, művei között szimfonikus zenekari kompozíciók, szóló- és kamaraművek, vokális darabok, színház- és filmzenék, valamint könnyűzenei dalok egyaránt megtalálhatóak. Szöveges és instrumentális műveinek középpontjában gyakran áll szakrális tematika. 2017-es, első nagyzenekari kompozíciója (Prières nocturnes) mérföldkő eddigi alkotói munkásságában, amelyről így írt Tihanyi László:
„A sok zenei műfajban tevékeny szerző korát meghazudtoló érettséggel és ötletességgel alkotta meg darabját, amelyben bizonyította, hogy ismeri a zenekar kezelésének megtanulható fogásait, valamint képes egyéni hangon, önálló módon kifejezni zenei gondolatait.”
Művei hazai és nemzetközi hangversenytermekben egyaránt elhangzanak. Aktív résztvevője a magyarországi kortárs zenei életnek. Alkotásai olyan zenekarok tolmácsolásában szólaltak meg, mint a Magyar Rádió Szimfonikus Zenekara, az Óbudai Danubia Zenekar, a Budafoki Dohnányi Ernő Szimfonikus Zenekar, a Miskolci Szimfonikus Zenekar, és a Budapesti Vonósok.

## Szakmai szervezeti tagságai, tisztségei
A Magyar Zeneszerzők Egyesületének tagja (2018–)

## Családja
Nős, 2 gyermeke van.

## Díjai, elismerései
- Bartók Világverseny és Fesztivál 2020. zeneszerzőverseny – különdíj[13]
- Müpa zeneműpályázat nyertese kórusművek kategóriában (2020)[14]
- Anima Musicae Kamarazenekar, Für Anima – Zeneszerzés verseny 2020 III. díj[15]
- Az év junior komolyzenei alkotója -Artisjus-díj 2018[1]
- Új Nemzeti Kiválóság Program (2017) – ösztöndíj
- Új Magyar Zenei Fórum (2017), III. díj, valamint a Müpa, EMB és MTVA Bartók Rádió különdíjai, Nagyzenekari kategóriában[16]
- Neszlényi Andor díj (2017)[17]
- Köztársasági ösztöndíj (2016)
- Liszt Ferenc Zeneakadémia zeneszerzőversenye (2016), I. díj
- International Anton Matasovsky Composers Competition (2015), I. díj[18]
- Színház- és Filmművészeti Egyetem fennállásának 150. évfordulójára meghirdetett zeneszerzőverseny (2015), I. díj[19]
- Liszt Ferenc Zeneakadémia zeneszerzőversenye (2014), II. díj
- Liszt Ferenc Zeneakadémia zeneszerzőversenye (2013), II. díj

## Főbb művek
Brandenburg Ádám fő zenetudományi és filmtudományi művei (Magyar Tudományos Művek Tára) 

### Zenekari művek
- Prières nocturnes/Midnight prayers (szimfonikus zenekar 2017)[21]
- Édenből/From Paradise (szimfonikus zenekar 2019)[22]
- Tükör által homályosan… (hárfa és vonószenekar 2019)
- Confessio (vonószenekar 2020)
- Felvételek

### Vokális művek
- Gyógyíts meg (kórusmű 2011)
- Nagycsütörtök (mezzoszoprán énekes és vonószenekar 2015)
- Zsoltár-töredék (kórusmű 2016)
- Wessobrunner Gebet (kórusmű 2016)
- Dsida-dalok (mezzoszoprán énekes és vonósnégyes 2017)
- Melodrama (mezzoszoprán énekes, színészek, vonószenekar 2018)
- Magnificat (női kar 2018)
- Szélcsend (gyermekkar 2020)
- Mi Atyánk (kórusmű 2020)

### Kamara- és szólóművek
- Három etűd három hangszerre (oboa, klarinét, gordonka 2011)
- I. vonósnégyes (2012)
- Fantázia zongorára (2013)
- Kvartett (kürt, vonóstrió 2013)
- Négy miniatűr (gordonka 2014)
- Illusions (zongora 2014)
- Sarayu (klarinét, fagott, vonósnégyes2016.)
- Fantázia hegedűre (2016)
- Impressions (zongora 2017)
- Szilánkok/Fragments (szoprán szaxofon, zongora 2020)
- Semper eadem (zongora 2020)[23]
- Distances (vonósnégyes 2020)
- Felvételek